# Gerard Frederikszoon de With
Gerard Frederikszoon de With (fl. XVII secolo) è stato un politico olandese, secondo governatore olandese dell'isola di Formosa, carica che ricoprì dal 1625 al 1627.
Nominato governatore in seguito alla morte del suo predecessore, del quale ricopriva il ruolo di Comandante nonché secondo nella linea di comando, de With seguì una politica mercantile ostile ai commercianti giapponesi, imponendo tasse e dazi alle loro attività. Questa linea aveva come obiettivo quella di eliminare la concorrenza nipponica, obbligando questi ultimi ad abbandonare i commerci nella colonia olandese.